# Законодательное собрание Республики Карелия V созыва
Законодательное Собрание Республики Карелия V созыва было избрано 4 декабря 2011 года. Срок полномочий депутатов созыва составляет пять лет.
Срок полномочий:
- Дата начала: декабрь 2011 года. В соответствии с частью 1 статьи 38 Конституции Республики Карелия, Законодательное Собрание Республики Карелия собирается на первое заседание на тридцатый день после избрания.
- Дата окончания — сентябрь 2016 года

Первое заседание состоялось 22 декабря.

## Выборы
Выборы состоялись в единый день голосования 4 декабря 2011 года. Они проходили по смешанной системе: из 50 депутатов 25 были избраны по избирательным спискам партий, а 25 — по одномандатным округам. Результаты следующие: «Единая Россия» получила 19 мест, «Справедливая Россия» — 12, КПРФ — 8, ЛДПР — 5, Яблоко — 4, а 2 места заняли депутаты-смовыдвиженцы.

## Состав
По итогам выборов в Законодательное собрание вошли 19 депутатов от «Единой России», 12 депутатов от «Справедливой России», 8 депутатов от КПРФ, 5 депутатов от ЛДПР, 4 депутата от «Яблока» и 2 депутата-смовыдвиженца.
| №  | Депутат                            | Вид избрания                                                           | фракция               | до избрания |
| -- | ---------------------------------- | ---------------------------------------------------------------------- | --------------------- | --- |
| 1  | Андрей Нелидов Анатолий Васильев   | по списку «Единой России»,общая часть ОИК № 10 «Северный» (35.39 %)    | «Единая Россия»       | Глава Республики Карелия депутат, председатель Совета Кемского городского поселения второго созыва                                                                      |
| 2  | Евгения Медведева                  | по списку «Единой России» общая часть                                  | «Единая Россия»       | инструктор по спорту спортивной команды в Центральном региональном командовании внутренних войск МВД России                                                             |
| 3  | Александр Селянин                  | по списку «Единой России» общая часть                                  | «Единая Россия»       | представитель главы Республики Карелия Андрея Нелидова в Заксобрании РК                                                                                                 |
| 4  | Лариса Жданова                     | по списку «Единой России» общая часть                                  | «Единая Россия»       | депутат (на постоянной основе) Заксобрания РК четвёртого созыва, председатель КРОО «Общественный комитет по оказанию помощи гражданам в сфере ЖКХ „За честные тарифы“». |
| 5  | Владимир Семёнов                   | по списку «Единой России» ОИК № 11 «Западно-Карельский» (43.53 %)      | «Единая Россия»       | гендиректор ООО «Карельская тепловая компания» |
| 6  | Александр Переплеснин              | по списку «Единой России» ОИК № 13 «Поморский» (39.09 %)               | «Единая Россия»       | председатель Заксобрания РК четвёртого созыва |
| 7  | Александр Шарапов                  | по списку «Единой России» ОИК № 17 «Пудожский» (38.61 %)               | «Единая Россия»       | пенсионер, член КРОО «Республиканский комитет по защите прав собственников и нанимателей жилых помещений»,                                                              |
| 8  | Валентина Улич                     | по списку «Единой России» ОИК № 22 «Олонецкий» (37.14 %)               | «Единая Россия»       | министр здравоохранения и социального развития Республики Карелия |
| 9  | Виталий Красулин                   | по одномандатному округу № 1 Октябрьский (Петрозаводск)                | «Единая Россия»       | индивидуальный предприниматель, депутат Заксобрания РК четвёртого созыва                                                                                                |
| 10 | Николай Макаров                    | по одномандатному округу № 4 Перевальский (Петрозаводск)               | «Единая Россия»       | гендиректор ЗАО «Карелстроймеханизация» |
| 11 | Девлетхан Алиханов                 | по одномандатному округу № 5 Древлянский (Петрозаводск)                | «Единая Россия»       | зам. директора ООО «Онегостройинвест» |
| 12 | Николай Зайков                     | по одномандатному округу № 10 Северный (Лоухи)                         | «Единая Россия»       | депутат Заксобрания РК четвёртого созыва |
| 13 | Владимир Семенов                   | по одномандатному округу № 11 Западно-Карельский (Муезерский)          | «Единая Россия»       | гендиректор ООО «Карельская тепловая компания» |
| 14 | Игорь Зубарев                      | по одномандатному округу № 13 Поморский (Беломорск)                    | «Единая Россия»       | председатель Союза рыбопромышленников Карелии, депутат Заксобрания РК четвёртого созыва                                                                                 |
| 15 | Татьяна Струкова                   | по одномандатному округу № 15 Сегежский (Сегежа)                       | «Единая Россия»       | заведующая детским сад № 18 города Сегежи |
| 16 | Эллиссан Шандалович                | по одномандатному округу № 16 Медвежьегорский (Медвежьегорск)          | «Единая Россия»       | главврач республиканской больницы им. В. А. Баранова, депутат Совета Медвежьегорского городского поселения                                                              |
| 17 | Владимир Бибилов                   | по одномандатному округу № 18 Кондопожский (Кондопога)                 | «Единая Россия»       | гендиректор ОАО «Кондопога», депутат Заксобрания РК четвёртого созыва                                                                                                   |
| 18 | Виктор Иванов                      | по одномандатному округу № 19 Гирвасский (Кондопога)                   | «Единая Россия»       | главный энергетик ОАО «Кондопога» |
| 19 | Ольга Шмаеник                      | по одномандатному округу № 20 Пригородный (Петрозаводск)               | «Единая Россия»       | депутат Заксобрания РК четвёртого созыва |
| 20 | Ирина Петеляева                    | по списку «Справедливой России» общая часть                            | «Справедливая Россия» | заместитель министра образования Республики Карелия |
| 21 | Виктор Степанов                    | по списку «Справедливой России» общая часть                            | «Справедливая Россия» | пенсионер, депутат Заксобрания РК четвёртого созыва на непостоянной основе                                                                                              |
| 22 | Александр Федичев                  | по списку «Справедливой России» ОИК № 24 «Сортавальский» (35.33 %)     | «Справедливая Россия» | замдиректора ООО "Информационная группа «Илекса», депутат Заксобрания РК четвёртого созыва на непостоянной основе                                                       |
| 23 | Виктор Позерн Михаил Савин         | по списку «Справедливой России» ОИК № 25 «Приладожский» (34.34 %)      | «Справедливая Россия» | инженер Сортавальского ЭРТ ОАО «РЭУ» филиал «Санкт-Петербургский» |
| 24 | Вадим Андронов Николай Салакка     | по списку «Справедливой России» ОИК № 12 «Костомукшский» (33.98 %)     | «Справедливая Россия» | директор — распорядитель по лесу ООО «Фрегат» |
| 25 | Сергей Михайлов                    | по списку «Справедливой России» ОИК № 15 «Сегежский» (28.50 %)         | «Справедливая Россия» | КРОО «Справедливость», руководитель аналитического центра редакции общественно политической газеты «Нам всё ясно»                                                       |
| 26 | Алексей Гаврилов                   | по одномандатному округу № 2 Зайцевский (Петрозаводск)                 | «Справедливая Россия» | специальный корреспондент ГТРК «Карелия» (филиал ФГУП ВГТРК), депутат Петрозаводского горсовета 27 созыва                                                               |
| 27 | Вадим Андронов                     | по одномандатному округу № 12 Костомукшский (Костомукша)               | «Справедливая Россия» | директор МУ «Дом молодежи и кино», депутат Совета Костомукшского городского округа первого созыва на непостоянной основе                                                |
| 28 | Андрей Рогалевич                   | по одномандатному округу № 14 Надвоицкий (Сегежа)                      | «Справедливая Россия» | зам. директора Сегежской централизованной библиотечной системы, депутат Совета Сегежского городского поселения на непостоянной основе                                   |
| 29 | Михаил Уханов                      | по одномандатному округу № 23 Питкярантский (Питкяранта)               | «Справедливая Россия» | пенсионер, депутат Заксобрания РК четвёртого созыва |
| 30 | Александр Федичев                  | по одномандатному округу № 24 Сортавальский (Сортавала)                | «Справедливая Россия» | зам.директора ООО «Информационная группа „Илекса“», депутат Заксобрания РК четвёртого созыва на непостоянной основе                                                     |
| 31 | Виктор Позерн                      | по одномандатному округу № 25 Приладожский (Лахденпохья)               | «Справедливая Россия» | директор ООО «Июль», депутат Совета Лахденпохского района пятого созыва на непостоянной основе                                                                          |
| 32 | Александр Меркушев                 | по списку «КПРФ» общая часть                                           | «КПРФ»                | пенсионер, депутат Заксобрания РК четвёртого созыва на непостоянной основе                                                                                              |
| 33 | Светлана Логинова                  | по списку «КПРФ» общая часть                                           | «КПРФ»                | пенсионерка |
| 34 | Александр Степанов                 | по списку «КПРФ» общая часть                                           | «КПРФ»                | помощник Госдумы РФ пятого созыва Жореса Алфёрова по работе в Республике Карелия, депутат Заксобрания РК четвёртого созыва на непостоянной основе                       |
| 35 | Галина Васильева                   | по списку «КПРФ» ОИК № 8 «Кукковский» (25.99 %)                        | «КПРФ»                | директор МОУ «Лицей № 13» Петрозаводска |
| 36 | Николай Афанасьев                  | по списку «КПРФ» ОИК № 3 «Неглинский» (23.79 %)                        | «КПРФ»                | директор ООО «Платежная система „Сити-Инфо“» |
| 37 | Лариса Степанова                   | по одномандатному округу № 7 Береговой (Петрозаводск)                  | «КПРФ»                | учитель МОУ «Лицей № 1» Петрозаводска |
| 38 | Роман Силин                        | по одномандатному округу № 8 Кукковский (Петрозаводск)                 | «КПРФ»                | зам.директора ООО «Автостарт» |
| 39 | Валерий Колоушкин                  | по одномандатному округу № 21 Ведлозерский (Суоярви)                   | «КПРФ»                | гендиректор ЗАО «Пряжинское» |
| 40 | Владимир Жириновский Алексей Орлов | по списку «ЛДПР», общая часть ОИК № 18 «Кондопожский» (23.71 %)        | «ЛДПР»                | депутат Госдумы РФ пятого созыва временно неработающий |
| 41 | Александр Люшин                    | по списку «ЛДПР» общая часть                                           | «ЛДПР»                | ведущий референт аппарата фракции ЛДПР в Госдуме РФ |
| 42 | Сергей Пирожников                  | по списку «ЛДПР» общая часть                                           | «ЛДПР»                | технический директор ООО «РМ-Инвест» |
| 43 | Тимур Зорняков                     | по списку «ЛДПР» общая часть                                           | «ЛДПР»                | пенсионер военной службы |
| 44 | Евгений Беседный                   | по списку «ЛДПР» общая часть                                           | «ЛДПР»                | главный технолог ООО «Главная горнодобывающая компания» |
| 45 | Эмилия Слабунова                   | по списку «Яблока» общая часть                                         | «Яблоко»              | директор МОУ «Лицей № 1» Петрозаводска |
| 46 | Анна Позднякова                    | по одномандатному округу № 6 Лососинский (Петрозаводск)                | «Яблоко»              | руководитель проектов и юрист в автономной некоммерческой организации «Центр энергетической эффективности», депутат Совета Пряжинского городского поселения             |
| 47 | Анастасия Кравчук                  | по одномандатному округу № 9 Ключевской (Петрозаводск)                 | «Яблоко»              | зам.директора ООО «Торговый дом „Ленторг“» |
| 48 | Александра Спиридонова             | по одномандатному округу № 22 Олонецкий (Олонец)                       | «Яблоко»              | зам.директора ЗАО «Олонецкий молочный комбинат» |
| 49 | Алексей Исаев                      | по одномандатному округу № 3 Неглинский (Петрозаводск), самовыдвиженец | -                     | директор ООО «Строительная компания „Офисстрой-плюс“» |
| 50 | Александр Неймеровец               | по одномандатному округу № 17 Пудожский (Пудож), самовыдвиженец        | -                     | заместитель главврача Пудожской центральной районной больницы |

## Фракции
| Фракция                                  | Руководитель                       | Кол-во депутатов |
| ---------------------------------------- | ---------------------------------- | ---------------- |
| Единая Россия                            | Шмаеник, Ольга Николаевна          | 19               |
| КПРФ                                     | Меркушев, Александр Александрович  | 8                |
| ЛДПР                                     | Люшин, Александр Викторович        | 5                |
| Справедливая Россия                      | Федичев, Александр Сергеевич       | 12               |
| Яблоко                                   | Спиридонова, Александра Михайловна | 4                |
| Гражданская позиция (депутатская группа) | Исаев, Алексей Владимирович        | 2                |